# Cornucopia

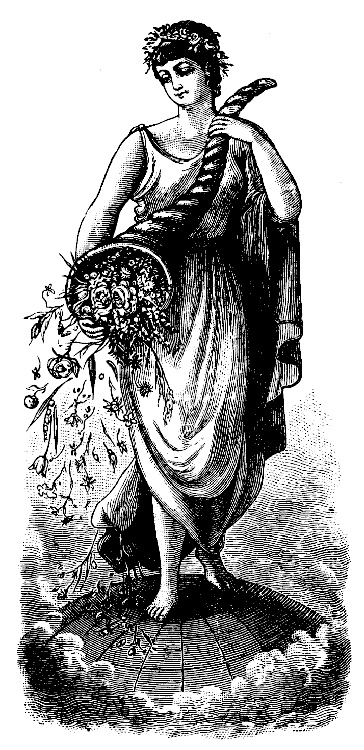
La cornucopia raffigurata in una incisione del sec. XIX

La cornucòpia, letteralmente corno dell'abbondanza, dal latino cornu («corno») e copia («abbondanza»), è un simbolo mitologico di cibo e abbondanza. Si trova in mano ai Lari e alla dea Fortuna.

## Storia
Secondo la mitologia greca è il corno perduto dal fiume Acheloo nella lotta con Ercole per Deianira e riempito dalle Naiadi di fiori e di frutta, come simbolo dell'abbondanza, alludendo con ciò alla fertilità della valle dove scorreva l'Acheloo e all'imbrigliamento del fiume stesso per opera di qualche principe velato sotto il nome del semidio.
Secondo un'altra versione del mito, il corno apparterrebbe ad Amaltea, la capra che accolse e nutrì Zeus nella sua infanzia a Creta. Come ringraziamento il padre degli Dei benedisse le sue corna conferendo loro poteri magici.
In forma di corno traboccante frutta e fiori è spesso presente nei dipinti in braccio alla figura simbolica dell'abbondanza. È anche uno dei tradizionali attributi della fortuna.

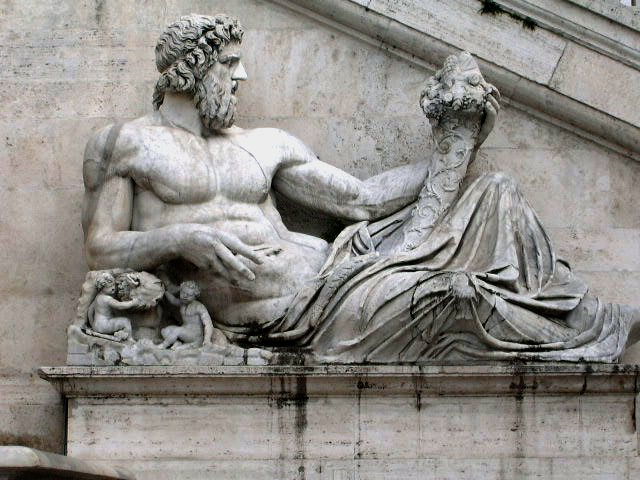
Allegoria del fiume Tevere con "cornucopia".